# Palliduphantes theosophicus
Palliduphantes theosophicus là một loài nhện trong họ Linyphiidae.
Loài này thuộc chi Palliduphantes. Palliduphantes theosophicus được Andrei V. Tanasevitch miêu tả năm 1987.